# Remoncourt (Meurthe-et-Moselle)
Remoncourt település Franciaországban, Meurthe-et-Moselle megyében. Lakosainak száma 41 fő (2022. január 1.). Remoncourt Avricourt, Lagarde, Moussey, Leintrey és Xousse községekkel határos.

## Népesség
A település népessége az elmúlt években az alábbi módon változott:
| Lakosok száma | 63   | 54   | 50   | 36   | 43   | 45   | 47   | 44   | 43   | 41   |
|               | 1968 | 1982 | 1990 | 2006 | 2013 | 2015 | 2017 | 2019 | 2020 | 2022 |